# Barátság

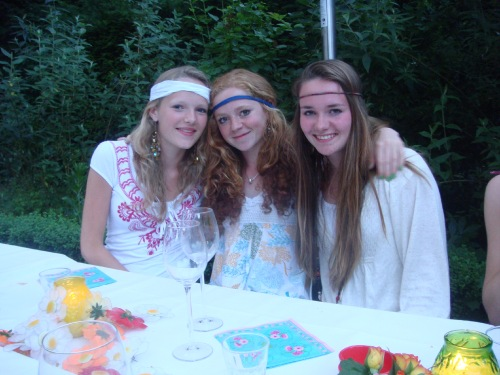
Három jó barát.

A barátság összetett, támogató emberi viszony. Tartalma és meghatározása koronként és kultúránként eltérő, valamint az alanyok társadalmi helyzete és személyiségjegyei is befolyásolják. A barátság egyéni vonatkozásban lelki, vagyis érzelmi, anyagi és kognitív erőforrás.
A barátság az egyik emberi kapcsolat, mely emberek között alakul ki több örömteli találkozás, beszélgetés által. Jellemzi a kölcsönös elfogadás, rokonszenv, szeretet, bizalom, szövetség, együttérző képesség, nyitottság, törődés.

## A barátság jellemzői
Albert Fruzsina és Dávid Beáta szerint e különleges minőségű emberi kapcsolat tudományos igényű meghatározásával máig adós a szociológia tudománya.
Hamvas Béla Barátság című esszéjében úgy foglal állást, hogy a „A barátság az emberi affektivitás legtermészetesebb kifejezése, az érzelmi fejlődés minden fokán megtalálható, és mint az egyik legfontosabb emberi kapcsolat, minden társadalomban jelen volt és van.”
Irenäus Eibl-Eibesfeldt etológus szerint a barátkozásra való képesség alapja az anya és a gyermek közötti szeretetkapcsolatban rejlik, mely az evolúció során alakult ki. A szülői gondoskodás kialakulásának egyik folyománya hogy a felnőtt is tud szerető és gyengéd emberi kapcsolatokat teremteni. Ehhez kapcsolódóan kifejlődik az egyéni kötődés (individual bonding), amely a szerelem képességének alapeleme.
A barátság legősibb formái mindenhol egybeesnek a rituális rokonsággal, a családi kötelékek valamilyen változatával –- az intézményesített barátságok megpecsételésének formái voltak a vérszerződés vagy a komatál-küldés. A barátkozási képességét ezenfelül befolyásolják a barátkozásról alkotott elképzelések is, és a hasonlósági elv, a homofília is, a személyközi viszonyok egyik alapelve: közelebb érezzük magunkat azokhoz, akik hasonlóak hozzánk. Természetesen a földrajzi közelség is szerepet játszik: könnyebben barátkoznak azok, akiknek a tágabb környezet is több alkalmat szolgáltat a közös időtöltésre. Abszolút szubjektív, kit tartunk barátunknak, és a barátok sem mindig egyformán ítélik meg kapcsolatukat. A barátság fejlődése, fennállása egyáltalán nem automatikus, szemben az elterjedt közkeletű véleménnyel: az emberek nagy részében nem, vagy csak későn tudatosul, mit kellett volna tennie egy barátság fennmaradásáért. Fontos eleme az aktív hallgatás.
Rodin szerint a barátság a barátságra nem alkalmas személyek elutasításával kezdődik. Mivel akik fogékonyan reagálnak ránk, azokhoz jobban vonzódunk, velük szívesebben osztjuk meg gondolatainkat is.
Allan szerint a barátság olyan kapcsolat, amely egyének között áll fenn, személyes jellegű, és a személy a maga valójában, nem pedig valamely csoport tagjaként vesz részt benne.
A barátság önkéntes jellegű, a barát pedig nem helyettesíthető. Egy barát kiválasztása szabad és tudatos cselekvés eredménye.[vitatott]
Sok más emberi kapcsolattól eltérően a baráti viszonyoknak nincs intézményes hátterük, a barátokat nem kötik össze formális kötelezettségek, sem szankciók, a barátságot nem szabályozza törvény.
Viszonosság jellemzi: akit barátomnak választok, az is barátjának választ engem. Fontos tehát az önkéntes jelleg, a kölcsönösség, az egyenlőség, a bizalom, az intimitás és az együttműködés, de ugyanennyire lényeges szempont a közelség és a hozzáférhetőség is.
William Blake aforizmája szépen jeleníti meg a napjainkban a barátságkutatásra is rávetülő hálózati szemléletet: „Madárnak fészek, póknak háló, embernek barátság.”
Platón Lüszisz című dialógusában Szókratész ekképpen vélekedik: …„A barátság kritériuma még az egyenlőség és a hasonlóság, mégpedig az erényesség szempontjából. Fontos, hogy a barátok hasonlóan gondolkodjanak, ami nem szükségszerűen jelenti azt, hogy mindenben egyet kell értsenek. Ha a hasonlóság nem teljesen érvényesül, az arányosság biztosíthatja az egyensúlyt.”
Lukianosz, illetve az általa megszólaltatott Toxarisz a következőkben foglalja össze a barátság, illetve a baráti szerződés jelentőségét a szkíták körében: „Mert tudd meg ezt is: a scythák mitsem tartanak nagyobbnak a barátságnál, s nincs is valami a miért a scytha inkább büszkélkednék, mintha együtt fáradoz s bajakban részesül baráti férfiuval; valamint nincs is nagyobb gyalázat nálunk, mintha valakiröl azt tartják, hogy elárulta a barátságot.” – „Ha pedig barátul választottunk már valakit, következik a szövetség s a legnagyobb eskü, hogy bizonyára egymással fogunk élni, s ha kell, egymásért meghalni. És igy teszünk is; mert mihelyt bemetszvén ujjainkat serlegbe csöpögtetjük a vért s kardjaink hegyét bemártván egyszerre iszunk mindketten belőle; semmi sincs mi ezután minket szétválaszthatna.” – Toxarisz, avagy barátság (Télfy János fordítása).
Immanuel Kant fektette le a modern barátságértelmezés alapjait: szerinte a „barátság (tökéletességében tekintve) két személy egyesülése ugyanazon kölcsönös szeretet és tisztelet révén… Azt is könnyű belátni, hogy a barátság puszta (jóllehet gyakorlatilag szükségszerű) eszme, a gyakorlatban ugyan elérhetetlen, de hogy törekedjünk rá (mint az egymás iránti jó érzület maximumára), az ész által ránk rótt, mégpedig nem közönséges, hanem tiszteletre méltó kötelesség.”
Ralph Waldo Emerson, az „amerikai Montaigne-nek” is nevezett gondolkodó nemcsak a hasonlóságot találja fontosnak a barátságban: „A barátság a ritka középszert kívánja meg hasonlóság és különbözőség közt, úgyhogy mindkét felet a másikban jelenlévő erőtöbblet és megegyezés vonzza.”
Nietzsche az egyéniségből kiindulva gondolkodik és ír a barátságról, szerinte a barát az ember önteremtését, önformálását, azaz az önmagává válás lehetőségét segíti elő. „Nincs cicomád barátodhoz elég méltó: mert kell, hogy neki nyílvessző légy, az emberfölötti ember felé sóvárgó. (…) A jövő és a legtávolabbi légyen mád oka: barátodban szeressed az emberfölötti embert, mint okodat.”
C. S. Lewis világhírű fantasy-írót idézve szögezi le Albert Fruzsina és Dávid Beáta, hogy a baráti közösségekből felépülő társadalom az uralkodó rendszer számára paradox módon nem feltétlen kívánatos, sőt akár veszélyforrássá is válhat:
„…minden baráti kör az ellenállás egy lehetséges szigete. Azokat, akiknek igaz barátai vannak, nehezebb kordában tartani… Ezért van az, hogy a vezető erőszak vagy propaganda – az egységről való papolás – útján, vagy azzal, hogy lehetetlenné teszik a bensőséges együttlétet és a spontán szórakozást, egy olyan világot hoznak létre, ahol mindenki (baj)társa, de senki sem barátja a másiknak, bizonyos veszélyforrásokat egyszer s mindenkorra kiküszöböltek, és egyben elvették tőlünk a teljes szolgaság elleni legbiztosabb oltalmunkat.” Hozzáfűzik ehhez, hogy a volt kommunista országok polgárai az elmúlt ötven évben a bőrükön érezték, amikor a hatalom megfojtotta a civil társadalmat az egyesületek feloszlatásával, a közösségek szétverésével: a hatalomnak meg kellett akadályoznia, hogy lázadásra felbujtó kapcsolatok alakulhassanak és erős egyéniségek formálódjanak.
A demokratikus nyugati világban a huszadik század végére a közösségek szerveződése nehézségekbe ütközik, köszönhetően olyan finomabb módszereknek, mint a fogyasztói kultúra mindenek elébe helyezése és a tévénézéshez szoktatás.
Pahl szerint a barátság természetes, és minősége igen jelentős változáson megy keresztül napjainkban: ahelyett, hogy a családi kapcsolatok alternatívája lenne, sokkal elmosódottabb kölcsönhatás van családi és baráti viszonyok között. A társadalmi mobilitásból következően a barátok átvesznek bizonyos klasszikus családi feladatokat: öntözik a virágot, vigyáznak a gyerekre, ha beteg.

## A barátság nemi eltérései
A nők közötti barátságokra inkább jellemző az érzelmi gazdagság, holisztikusabbak és komplexebbek, míg a férfiak barátságai jóval inkább a meghatározott, strukturált cselekvésekhez kapcsolódnak, vagyis specializáltabbak. Egybevág a hagyományos nemi szereposztással és szocializációs mintákkal, hogy a nők inkább a kölcsönös segítségnyújtás, a bizalom és az érzelmi támogatás elemeit hangsúlyozzák a barátság kapcsán, míg a férfiak a közös tevékenységekét és tapasztalatokét. A nők barátságait fokozottabb intimitás jellemzi, a férfiaknak viszont több és változatosabb korú barátaik vannak.
A férfiak a nőnemű barátaikkal nyitottabbak, többet árulnak el magukról, és jóval intimebb a kapcsolatuk, mint férfi barátaikkal. Ezzel szemben a nők jóval kevésbé alakítanak ki intim viszonyt férfi barátaikkal. A (magyar és nemzetközi) kutatások azt mutatják, hogy a nők mind barátnőiktől, mind párjuktól több önmegerősítést és támogatást kaptak, mint férfi barátaiktól, viszont a férfiak női és férfi barátaiktól is alacsonyabb szintű személyes „jutalmat” kapnak, mint párjuktól.